# Roberta Sá
Roberta Varella de Sá (Natal, 19 dicembre 1980) è una cantante brasiliana di MPB, samba e bossa nova.

## Biografia
A nove anni si è trasferita dalla citta natale a Rio de Janeiro, dove ha studiato dapprima con Sônia Joppert e poi ha seguito lezioni di tecnica vocale. Nel 2002 ha preso parte al programma di TV Globo Fama e pur non risultando vincitrice si è fatta notare tanto da essere chiamata a incidere assieme a Dorival Caymmi A vizinha do lado, uno dei brani della colonna sonora di una telenovela; nel 2003 la canzone è stata inclusa nel disco Celebridade; in questa raccolta la composizione si trova insieme a quelle eseguite da nomi di prestigio della musica brasiliana come Gilberto Gil e Chico Buarque, e della scena musicale internazionale – Ray Charles, Luther Vandross, Michael McDonald,  Ornella Vanoni, Diana Krall, Alanis Morissette.
Nel 2005 è stato pubblicato il CD Braseiro nel quale la cantante esegue composizioni di musicisti importanti, e in una di queste, Lavoura, duetta con Ney Matogrosso. Il lavoro discografico ha avuto il lancio commerciale in uno spettacolo nel quale la Sá è supportata da chitarra, basso, batteria e percussioni. Que belo estranho dia para se ter alegria è del 2007. Al CD partecipano Lenine,  Carlos Malta e un nuovo gruppo di supporto; elogiato dalla critica specializzata, il disco è stato lanciato in tre concerti. Nello stesso anno, con l'organizzazione di Zeca Pagodinho sono stati incisi il CD e il DVD Citade do Samba, nel quale la cantante si alterna con Roberto Silva nel brano Falsa baiana. Il Trio Madeira Brasil è stato nel 2010 a lato della cantante nel CD Quando o canto é reza e l'anno dopo nell’omonimo spettacolo dal vivo. Il 2011 è stato anche l'anno in cui l'album appena pubblicato ha ricevuto il Prêmio da Música Popular Brasileira come Miglior album di MPB, e a Roberta Sá è andato il riconoscimento di miglior cantante.

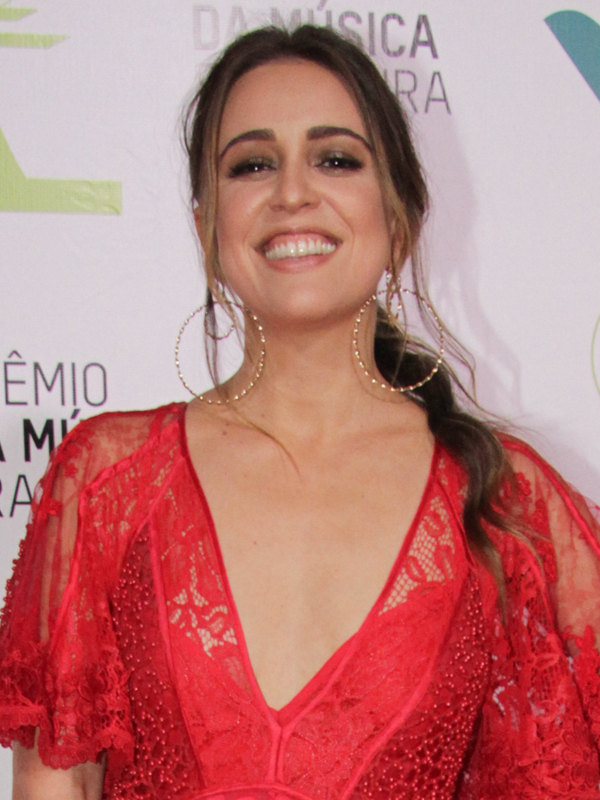
Roberta Sá nel 2015

L'anno successivo è la volta del disco Segunda pele, che vede gli interventi di Jorge Drexler, Ballaké Sissoko e Vincent Segal. In onore di Carmen Miranda, la cantante è stata fra le protagoniste della serie Cantoras do Brasil. Nel 2013, al fianco di Gilberto Gil ha registrato  Minha princesa cordel per la colonna sonora della telenovela Cordel Encantado. Ha di nuovo conquistato il Prêmio da Música Brasileira come miglior cantante di MPB per Segunda pele, si è esibita sul palco con Pepeu Gomes e Moraes Moreira; e ha reso omaggio a Tom Jobim con una tournée brasiliana, e a Vinícius de Moraes cantando A felicidade in duetto con Joyce. Delirio è il disco del 2015 nel quale in alcune tracce la Sá canta insieme a Chico Buarque, Martinho da Vila, António Zambujo e Xande de Pilares. L'anno successivo è stato realizzato un DVD in occasione del lancio di Delirio a cui hanno partecipato Martinho da Vila e Moreno Veloso. Nel biennio 2017-18 gli eventi principali nella carriera di Roberta Sá sono state le esibizioni dal vivo al festival “Rock in Rio” nel '17 e allo spettacolo “Roberta Sá canta Lupicino Rodrigues” l'anno seguente. Nel 2019 undici composizioni inedite di Gilberto Gil sono state incluse nel nuovo album della cantante intitolato Giro; l'artista brasiliano ha suonato la chitarra in tutti i brani e ha accompagnato la cantante nel lancio del disco nel programma televisivo Fantástico; e nel 2022 la Sá è stata di nuovo in TV, nel programma dal vivo Pra nunca se acabar. Nello stesso anno la cantante ha inciso l'album Sambasá, contenente sette tracce, alcune delle quali inedite, e che ha visto la partecipazione di Zeca Pagodinho. L'anno successivo l’album è stato eseguito dal vivo al Circo Voador di Rio de Janeiro e il concerto è stato registrato e messo in commercio con il titolo Sambasá Ao vivo.

## Discografia
- 2005 – Braseiro
- 2007 – Que belo estranho dia pra se ter alegria
- 2010 – Quando o canto é reza
- 2012 – Segunda pele
- 2015 – Delírio
- 2016 – Delírio no circo
- 2019 – Giro
- 2021 – Sambas & Bossas
- 2022 – Sambasá
- 2023 – Sambasá Ao vivo